# Rachunkowość
Rachunkowość – system ewidencji gospodarczej ujmujący zdarzenia oraz operacje gospodarcze w mierniku pieniężnym i przekroju poszczególnych podmiotów gospodarczych. Rachunkowość jest sformalizowanym systemem, odzwierciedlającym proces prowadzonej działalności gospodarczej i służy jej ocenie. Podstawowym celem rachunkowości jest dostarczenie prawdziwego i rzetelnego obrazu sytuacji majątkowej i finansowej podmiotu gospodarczego. Przedmiotem rachunkowości jest każde zdarzenie gospodarcze wyrażone w mierniku pieniężnym i wpływające na zmianę sytuacji podmiotu gospodarczego, jego zasoby i wyniki.
Rachunkowość obejmuje trzy główne działy:
- księgowość
- kalkulację
- sprawozdawczość.

## Główne odmiany rachunkowości
- Rachunkowość finansowa
- Rachunkowość zarządcza
- Rachunkowość podatkowa
- Rachunkowość budżetowa
- Rachunkowość bankowa

Zastosowanie komputerów w rachunkowości spowodowało powstanie nowej formy rachunkowości zwanej rachunkowością komputerową.

## Podstawowezasady rachunkowości
- Zasada memoriałowa (lub memoriału)
- Zasada współmierności
- Zasada kontynuacji działalności
- Zasada ciągłości
- Zasada istotności
- Zasada realizacji – zyski powstają dopiero w momencie sprzedaży.
- Zasada kosztu historycznego – aktywa są ujmowane zgodnie ze swą wartością początkową.
- Zasada indywidualnej wyceny / zakaz kompensaty
- Zasada wymierności pieniężnej – tylko te operacje, które dają się wyrazić w jednostkach pieniężnych, są przedmiotem zainteresowania rachunkowości.
- Zasada rozdzielności przedsiębiorstwa od właścicieli – przedsiębiorstwo i właściciele muszą być odrębnie traktowani w księgach rachunkowych.
- Zasada obiektywizmu – sprawozdania finansowe powinny być oparte na obiektywnych dowodach.
- Zasada wyższości treści nad formą
- Zasada periodyzacji
- Zasada ostrożności